# Romain Rolland

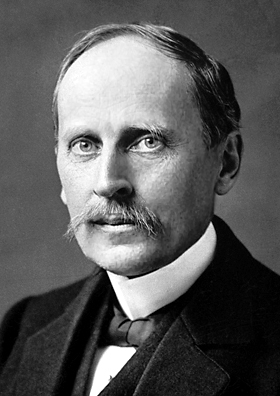
Romain Rolland (1915)

Romain Rolland (* 29. Januar 1866 in Clamecy, Département Nièvre; † 30. Dezember 1944 in Vézelay, Burgund) war ein französischer Schriftsteller, Musikkritiker und Pazifist. Er wurde 1915 als dritter Franzose mit dem Nobelpreis für Literatur ausgezeichnet.

## Leben und Schaffen

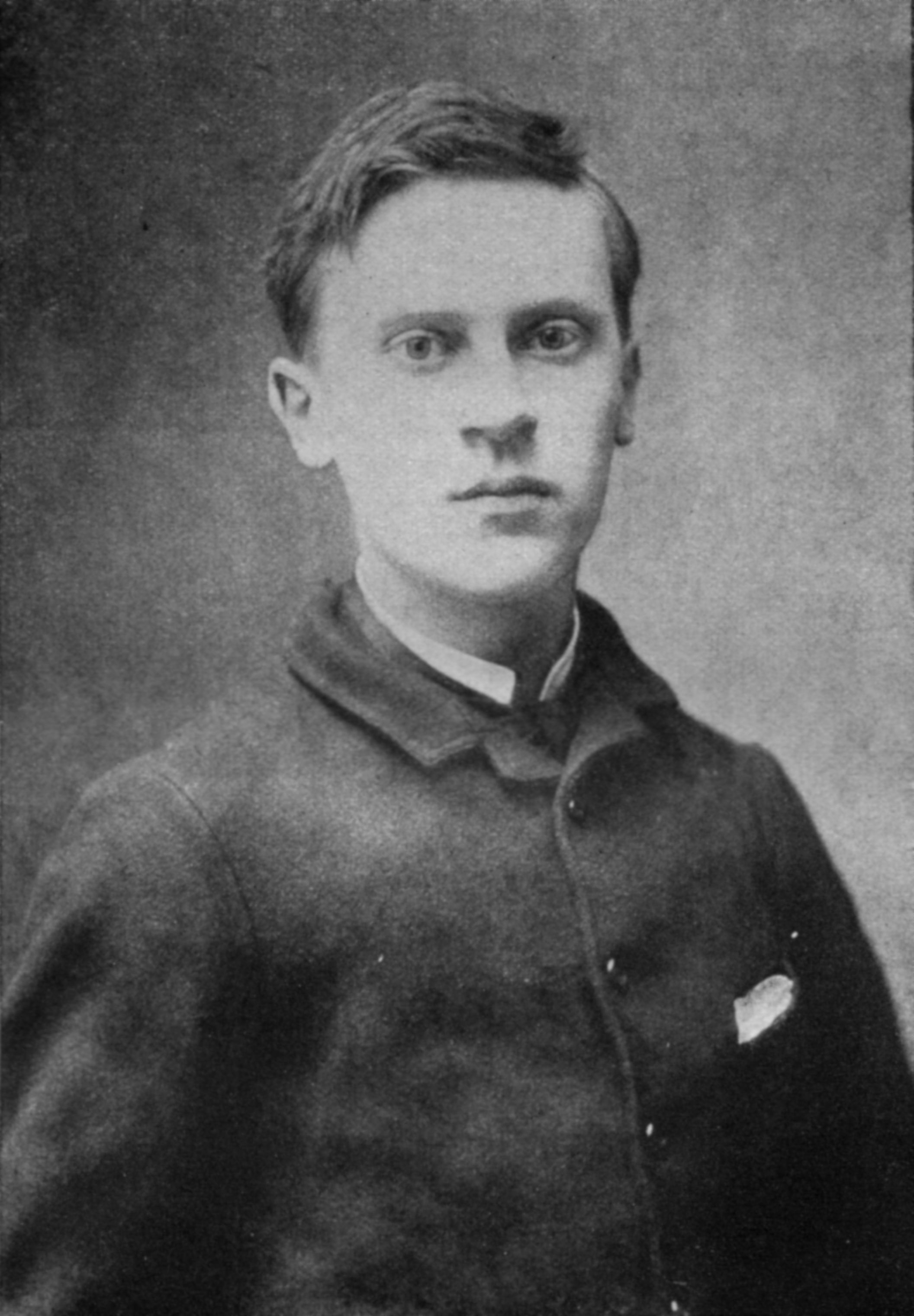
Romain Rolland zur Zeit seines Eintritts in die École normale supérieure

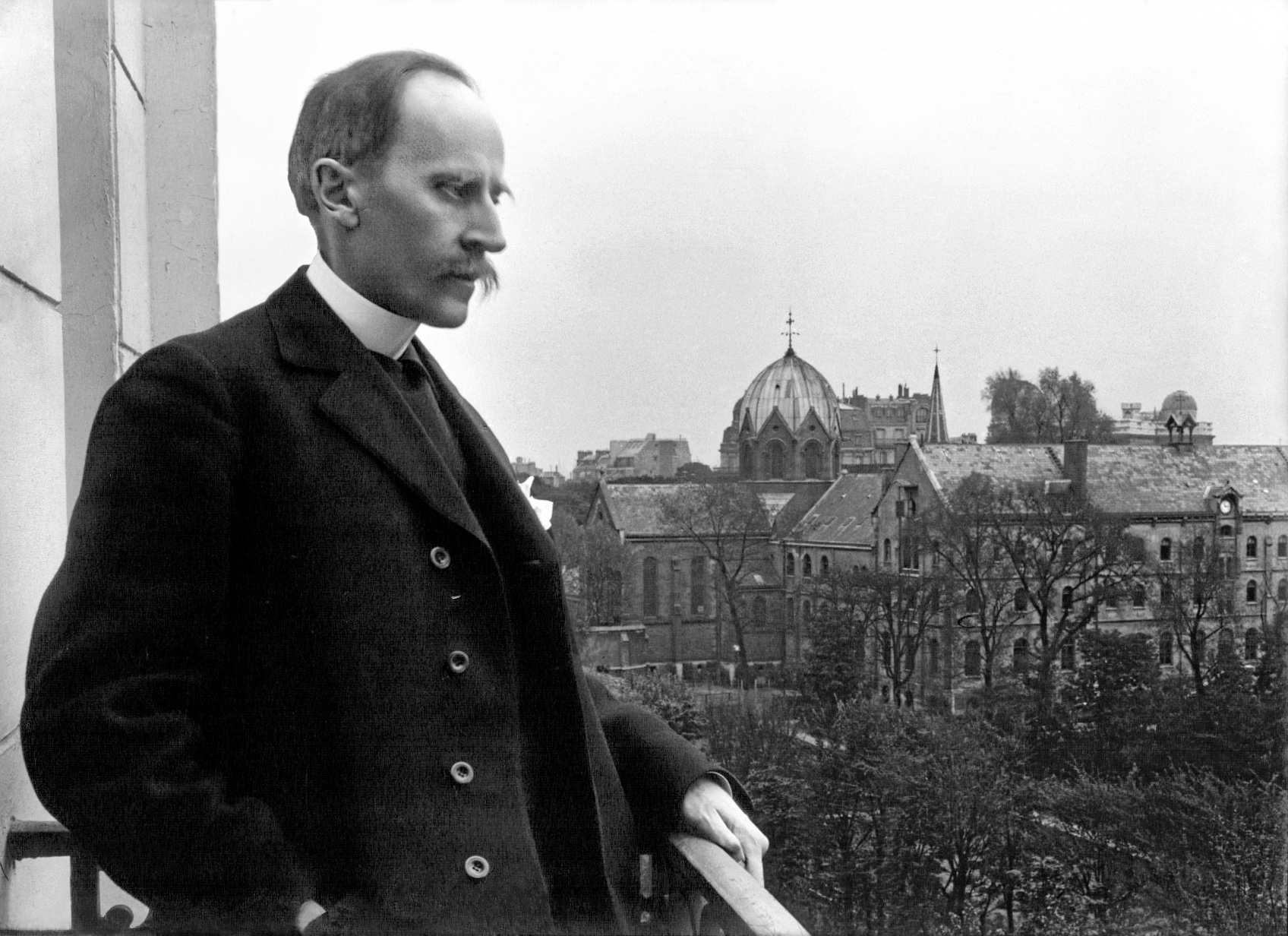
Romain Rolland im Jahre 1914 auf seinem Balkon

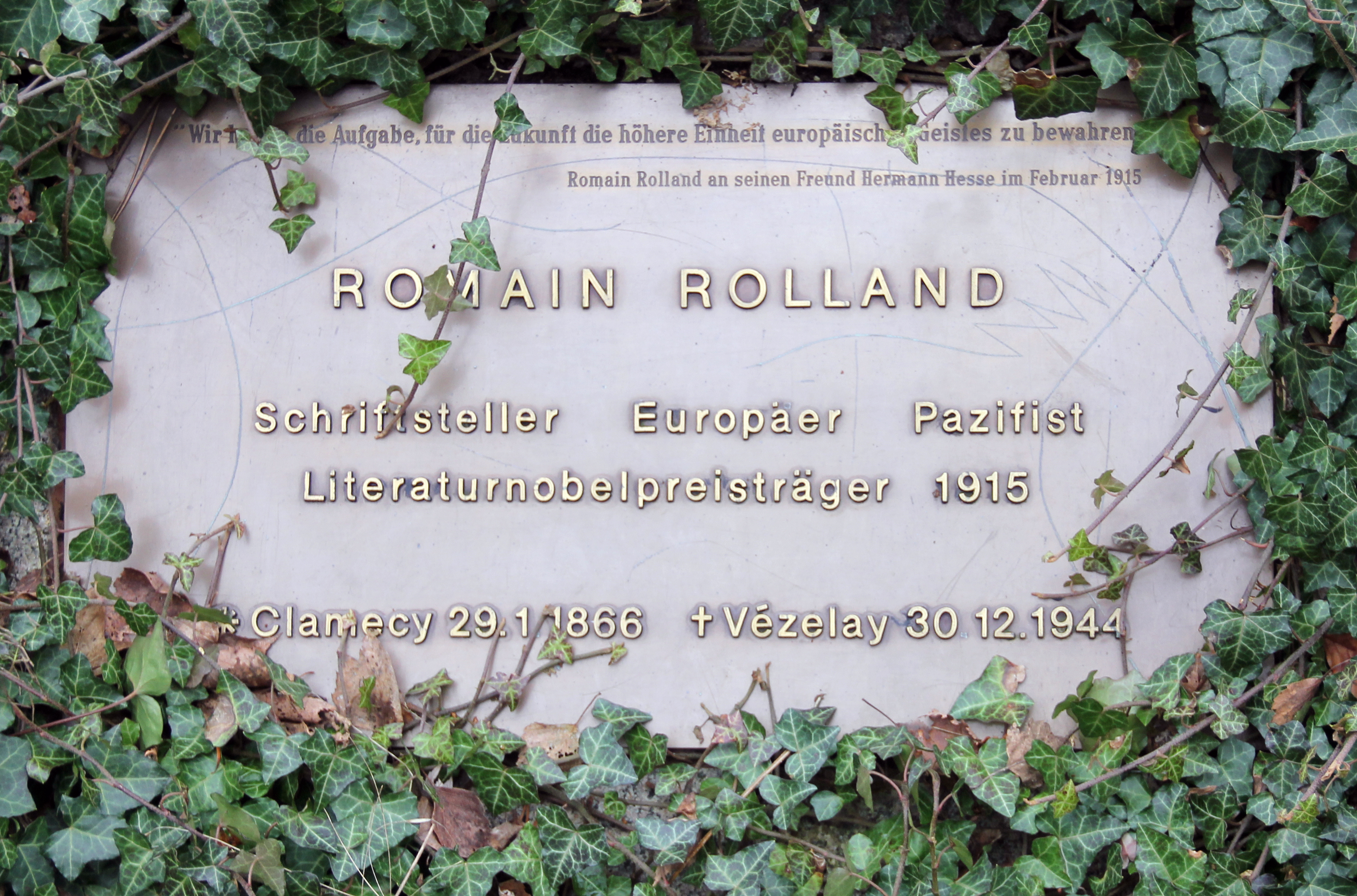
Gedenktafel am Haus, Place Molière 4, in Berlin-Wittenau

### Die jüngeren Jahre
Rolland war Sohn eines Notars und erhielt eine bürgerliche Erziehung und Bildung. Im Alter von elf Jahren begann er zu schreiben. Daneben begeisterte er sich unter Anleitung seiner sehr musikalischen Mutter früh für Musik. 1880 verkaufte der Vater seine Kanzlei, und die Familie zog nach Paris, um dem Jungen bessere Möglichkeiten zu verschaffen, sich in Vorbereitungsklassen auf die Zulassungsprüfung (concours) zur École normale supérieure (ENS), der französischen Eliteschule für die Lehramtsfächer an Gymnasien (Lycées), vorzubereiten. Rolland, der bis dahin das katholische Gymnasium seines Heimatstädtchens besucht hatte, wechselte nun an das Lycée Saint-Louis und 1882 an das Traditionsgymnasium Louis-le-Grand, wo er sich unter anderen mit Paul Claudel befreundete. 1886 wurde er in die ENS aufgenommen und studierte dort bis 1889 Literatur und Geschichte.
Nach Ablegung des Schlussexamens (licence) und erfolgreich absolvierter Einstellungsprüfung (agrégation) für das Amt eines Gymnasialprofessors für Geschichte ließ er sich sofort beurlauben und ging für zwei Jahre (1889–1891) als Stipendiat an die École française de Rome, um dort Material für eine musikhistorische Doktorarbeit (thèse) über die Geschichte der Oper vor Lully und Scarlatti zu sammeln. In Rom verkehrte er, der schon länger Wagner-Verehrer war, im Salon der Wagner-Freundin Malwida von Meysenbug, die ihn zu einem Besuch in Bayreuth mitnahm. Seine wichtigste Nebenbeschäftigung in den römischen Jahren war die Kunstgeschichte, doch schrieb er auch weiterhin, zum Beispiel Überlegungen zu einem „roman musical“ (1890) und erste Dramen (1890/91), die aber ungedruckt blieben.
Zurück in Paris nahm er 1892 eine Teilzeitstelle am Traditionsgymnasium Lycée Henri IV an und heiratete. Nachdem er 1895 seine Thèse abgeschlossen und die dazugehörige Prüfung (soutenance) absolviert hatte, ließ er sich als Dozent für Kunstgeschichte an die ENS abordnen und später (1904) als Dozent für Musikgeschichte an die Sorbonne versetzen. Seine kinderlos gebliebene Ehe wurde 1901 geschieden.

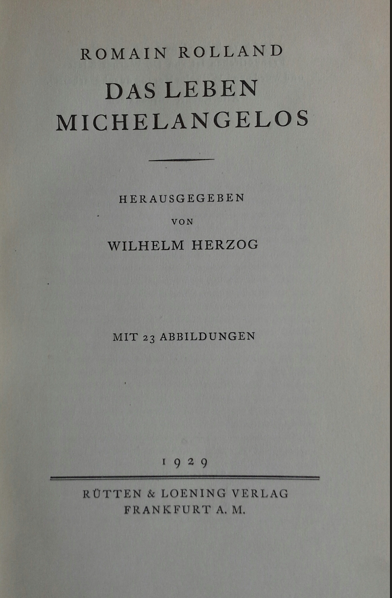
Das Leben Michelangelos bei Rütten & Loening

In allen diesen Jahren vor dem Ersten Weltkrieg unternahm Rolland viele, teils längere Bildungsreisen durch West- und Mitteleuropa, verbrachte oft mehrmonatige Arbeitsurlaube in der Schweiz und schrieb erzählende Texte, Essays, musik- und kunsthistorische Schriften sowie Biografien, zum Beispiel Beethovens (1903), Michelangelos, Händels oder Tolstois (gedruckt jeweils 1903, 1906, 1910, 1911). Ebenfalls in dieser Zeit entstand das Fragment einer Biografie von Georges Bizet, welche er auf Anregung von dessen Sohn Jacques Bizet begonnen hatte.
Die zahlreichen Dramen, die er ebenfalls verfasste, blieben weiterhin lange Zeit unpubliziert bzw. ungespielt. Die ersten angenommenen und aufgeführten Stücke waren 1898 Aërt und Les Loups. Letzteres war das erste aus einem über 40 Jahre hinweg fortgesetzten und schließlich achtteiligen Dramenzyklus, der als eine Art Epos der französischen Revolution betrachtet werden kann. Die weiteren Stücke (mit Aufführungsdaten) sind: Danton (1899), Le Triomphe de la raison (1899), Le Quatorze-Juillet (1902), Le Jeu de l’amour et de la mort (1924), Pâques fleuries (1926), Les Léonides (1928), Robespierre (1939).
1903 begann Rolland das Werk, das ihn bekannt machen sollte: den 10-bändigen „roman-fleuve“ Jean-Christophe (gedruckt 1904–1912). Titelheld ist der (fiktive) deutsche Komponist Johann-Christoph Krafft, der als junger Mann nach Frankreich gelangt, sich dort mit Hilfe eines französischen Freundes assimiliert und so in seiner Musik quasi die ihm angeborene „deutsche Energie“ mit „französischen Geist“ verbinden und veredeln kann. Der Jean-Christophe war ein großer Erfolg und brachte ihm 1915 den Nobelpreis. Nach 1918 wurde er auch von den nicht wenigen frankophilen Deutschen geschätzt, die der Vorstellung einer zwangsweisen deutsch-französischen Erbfeindschaft überdrüssig waren und auf Verständigung zwischen beiden Völkern setzten. Der Stoff diente 1978 als Vorlage für die gleichnamige Fernsehserie des französischen Regisseurs François Villiers.
Im Oktober 1910 wurde Rolland in Paris von einem Auto angefahren und erlitt Verletzungen, die ihn für mehrere Monate dienstunfähig machten. Der Unfall war nicht unbeteiligt an seinem Entschluss, seine Professur aufzugeben und freier Schriftsteller zu werden (1912).
1913/14 verfasste er Colas Breugnon, einen kürzeren historischen Roman in Form eines (fiktiven) Tagebuchs aus den Jahren 1616/17 (gedruckt erst 1919).

### Rolland im Ersten Weltkrieg
Der Erste Weltkrieg überraschte Rolland in der Schweiz. Bestürzt sah er in ihm den Untergang Europas. Er entschloss sich, in der Schweiz zu bleiben, wo er in Villeneuve lebte und unzensiert publizieren konnte. Hier lernte er Henry van de Velde kennen.
Er engagierte sich vom Oktober 1914 bis Juli 1915 als Freiwilliger bei der Internationalen Zentralstelle für Kriegsgefangene des Internationalen Komitees vom Roten Kreuz (IKRK) in Genf. Er arbeitete in der Unterabteilung zivile Internierte, die sich um die Zusammenführung von Zivilgefangenen mit ihren Familien, der Suche nach Vermissten und der Weiterleitung von Briefen an die Angehörigen kümmerte.  Daneben veröffentlichte er im Journal de Genève die kriegskritische Artikelserie Au-dessus de la mêlée (dt. Über den Schlachten), in der er die kriegsführenden Parteien scharf dafür kritisierte, dass sie um jeden Preis einen Sieg anstrebten und einen Verhandlungsfrieden ausschlossen. Über den Kriegsparteien stehend, versuchte Rolland, sowohl nach Frankreich hineinzuwirken (wo man ihn wegen angeblich unpatriotischer Haltung als einen „inneren Feind“ betrachtete) als auch nach Deutschland (wo man ihn kaum hörte). Nachdem seine Artikelserie im Jahre 1915 als Buch erschienen war, fand sie in der zweiten Kriegshälfte größere Verbreitung. Sie wurde nun rasch in mehrere europäische Sprachen übersetzt – allerdings nicht ins Deutsche – und hatte neben dem Roman Jean-Christophe großen Anteil daran, dass Rolland 1916 für eine nachträgliche Vergabe des Literaturnobelpreises von 1915 ausersehen wurde – „als Anerkennung für den hohen Idealismus seines dichterischen Werkes und für die Wärme und Wahrhaftigkeit, mit der er die Menschen in ihrer Verschiedenartigkeit dargestellt hat“. Die Hälfte des Preisgeldes stiftete er der Internationalen Zentralstelle für Kriegsgefangene des IKRK.

„Noch ein anderer Platz war an diesem engen, ungehobelten Holztisch. Man zeigte ihn mir mit einer gewissen Ehrfurcht. Hier hatte Romain Rolland mehr als zwei Jahre tagtäglich und unermüdlich freiwillig im Dienste des deutsch-französischen Gefangenenaustausches gearbeitet. Und als mitten in dieser Tätigkeit der Nobel-Preis im Betrage von fast einer Viertelmillion ihm zufiel, stellte er ihn bis zum letzten Franken wohltätigem Wirken zur Verfügung, damit sein Wort die Tat und die Tat sein Wort bezeuge. Ecce homo! Ecce poeta!“

Wegen seiner Kritik an der Kriegspolitik beider Lager, denen er mit zunehmender Dauer des Krieges vorwarf, sich selbst im Falle eines Sieges zu zerstören, wurde Rolland zu einer Symbolfigur der transnationalen Antikriegs- und der internationalen Arbeiterbewegung während des Ersten Weltkrieges. Als Lenin im April 1917 aus dem Schweizer Exil nach Russland abreiste, beauftragte er den Sozialisten Henri Guilbeaux, Rolland ins revolutionäre Russland einzuladen. Unter Berufung auf seine Unabhängigkeit als „intellektueller Wächter“ über den Parteien lehnte Rolland das Angebot ab.
Stefan Zweig traf Romain Rolland während des Ersten Weltkrieges in der Schweiz und war von dessen Person und Arbeit überwältigt.

### Rolland als engagierter Intellektueller
Nach dem Krieg initiierte er 1919 mit Henri Barbusse die Gruppe Clarté, eine Friedensbewegung linker Intellektueller, und die gleichnamige Zeitschrift. 1923 war er Mitgründer der Zeitschrift Europe, die sich insbesondere für eine Verständigung zwischen Frankreich und Deutschland einsetzte. Auch der Roman Clérambault, histoire d’une conscience libre pendant la guerre von 1920 ist Ausdruck seines transnationalen Pazifismus.

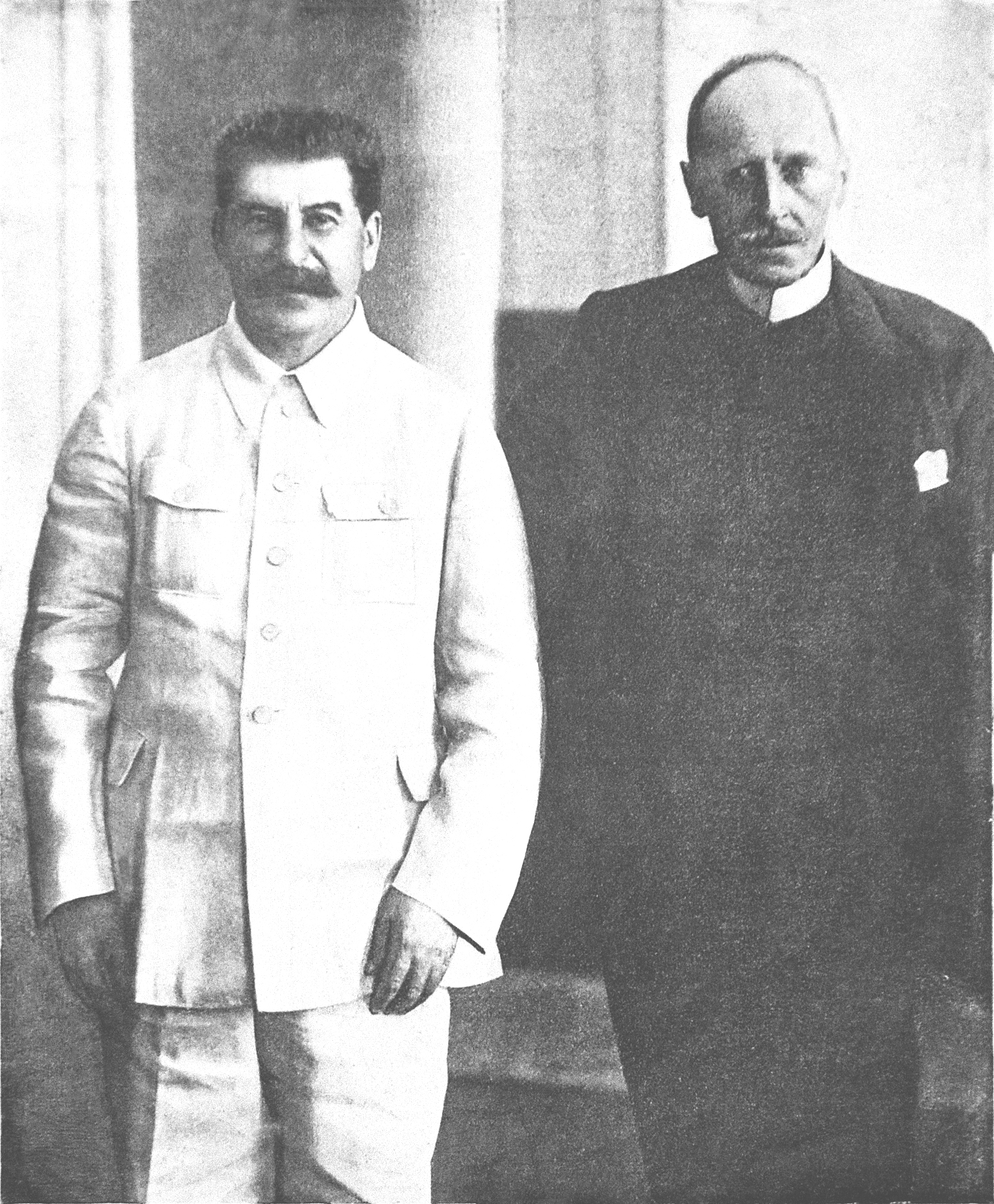
Mit Josef Stalin in Moskau (1935)

Seit der Machtergreifung der Bolschewiki in der russischen Oktoberrevolution 1917 sympathisierte Rolland mit dem Kommunismus und entsprechend mit der 1920 gegründeten kommunistischen Partei Frankreichs. Er wurde so zu einem der nicht wenigen prokommunistischen Intellektuellen, welche die Parti communiste français (PCF) als „Weggenossen“ schätzte. So reiste er trotz angegriffener Gesundheit 1935 auf Einladung von Maxim Gorki nach Moskau, wo er von Josef Stalin als Repräsentant der französischen Intellektuellen empfangen wurde. Rolland verglich anschließend Stalin mit Augustus, dem ersten Kaiser des Römischen Reiches.  In Moskau setzte sich Rolland für die Freilassung des inhaftierten Schriftstellers Victor Serge ein. Seit 1932 war er Ehrenmitglied der Akademie der Wissenschaften der UdSSR.
Ab 1936 ging Rolland wegen der Moskauer Schauprozesse gegen angebliche Verräter innerhalb der kommunistischen Partei während des Großen Terrors jedoch auf Distanz zum sowjetischen System. Im Spätsommer 1939 brach er endgültig mit der Sowjetunion, als der Kreml nach der Auslieferung der Tschechoslowakei an Deutschland durch Frankreich und Großbritannien im Münchener Abkommen den Nichtangriffspakt mit dem nationalsozialistischen Deutschland schloss. Er trat demonstrativ aus der französischen „Gesellschaft der Freunde der UdSSR“ aus.
Romain Rollands Maxime „Pessimismus des Verstandes, Optimismus des Willens“ wurde vom italienischen Marxisten und KP-Gründer Antonio Gramsci schon ab 1919 auf den Seiten der Parteizeitung L’Ordine Nuovo zum programmatischen Leitsatz erhoben. Das Zitat wird heute irrtümlich oft Gramsci selbst als Urheber zugeschrieben.

### Die späteren Jahre

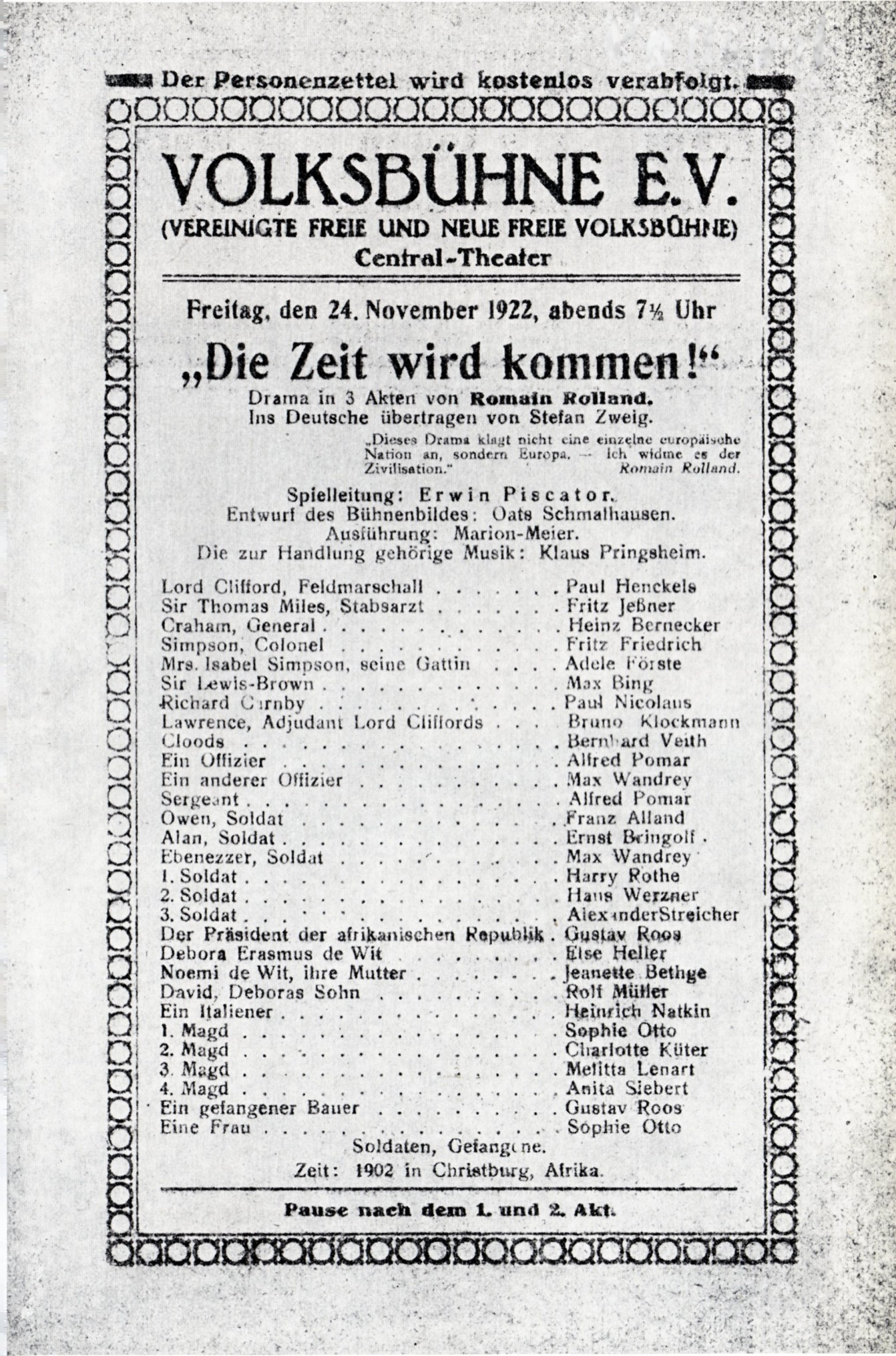
Programmzettel der Piscator-Inszenierung von Rollands Die Zeit wird kommen (1903), Central-Theater, Berlin, 17. November 1922

1922 mietete Rolland die Villa Olga am Hôtel Byron in Villeneuve am Genfersee, wo er Mahatma Gandhi traf. Dort ist nach ihm eine Avenue benannt.
Anfang der 1920er Jahre nahm Rolland, neben einer umfangreichen publizistischen Tätigkeit, wieder ein größeres Romanprojekt in Angriff: L’Âme enchantée (dt. Die verzauberte Seele), dessen vier Teile in drei Bänden von 1922 bis 1933 erschienen. Die Handlung erstreckt sich von ca. 1890 bis ca. 1930 und erzählt die Geschichte einer Frau, die es akzeptiert, ledige Mutter zu sein, und sich so zunächst gesellschaftlich, dann durch ein linksgerichtetes aktives Engagement politisch und schließlich in einer mystischen Spiritualität religiös emanzipiert.

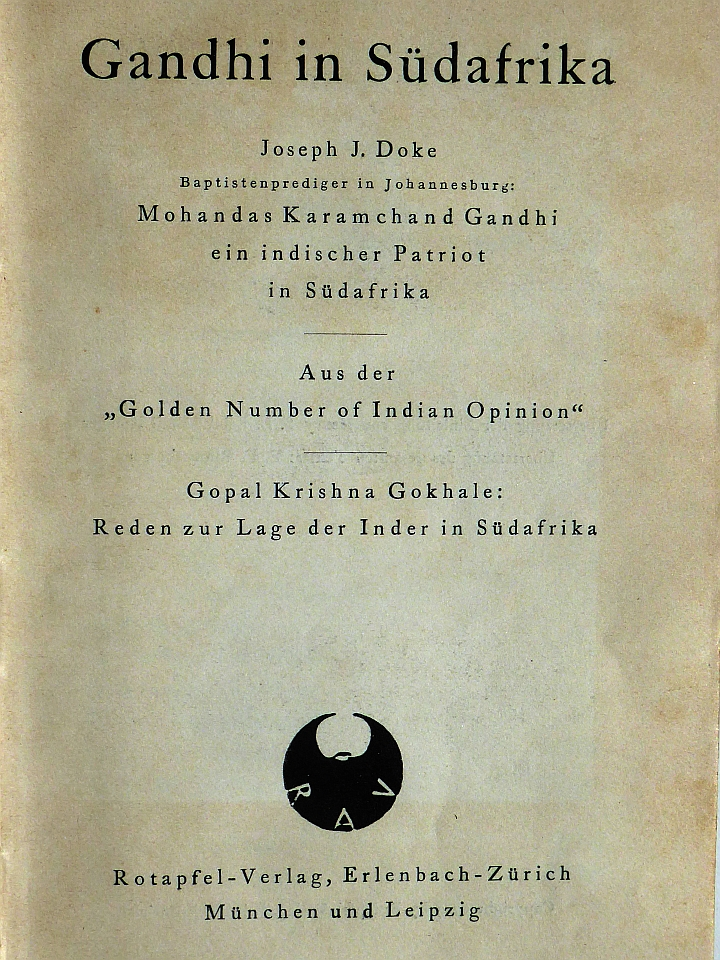
Gandhi in Südafrika. Übersetzt von Emil Roniger

Diese Entwicklung spiegelt in gewissem Umfang die des Autors, der sich nach dem Krieg links engagiert hatte und sich daneben mit Indien und dessen geistigen und religiösen Traditionen zu beschäftigen begonnen hatte, woraus unter anderen 1923 eine Artikelserie über Mahatma Gandhi entstand, die 1925 als Buch erschien. Sein Buch Gandhi in Südafrika-Mohandas Karemchand Gandhi ein indischer Patriot in Südafrika übersetzte Emil Roniger und gab dieses und andere Bücher von Rolland, u. a. die Biografien über Beethoven, im Rotapfel Verlag heraus.
1925 widmete Richard Strauss Rolland das Lied Durch allen Schall und Klang (Text von Goethe). In der Widmung heißt es „Dem großen Dichter und hochverehrten Freunde, dem heroischen Kämpfer gegen alle ruchlosen an Europas Untergang arbeitenden Mächte, mit dem Ausdruck treuester Sympathie und aufrichtigster Bewunderung.“
Ende der 1920er Jahre hatte er sich wieder Beethoven zugewandt und eine auf fünf Bände angelegte Monografie begonnen, die in Teilen 1928, 1930, 1937 und schließlich postum 1945 erschien, aber unvollendet blieb.
1934 heiratete Rolland die russische Übersetzerin seiner Werke, Maria Kudaschewa, mit der er seit 1923 in Kontakt stand.
In einer Botschaft an die Konferenz des Weltkomitees gegen Krieg und Faschismus in Paris 1935 richtete er einen „stolzen und dankbaren Gruß“ an den in Bautzen inhaftierten KPD-Führer Ernst Thälmann als „das lebende Symbol unserer Sache“, als die er den Kampf gegen die drohende Kriegsgefahr bezeichnete, die von Hitlerdeutschland ausging. Zur französischen Erstausgabe des Buches Das deutsche Volk klagt an – Hitlers Krieg gegen die Friedenskämpfer in Deutschland. Ein Tatsachenbuch schrieb Rolland das Vorwort.

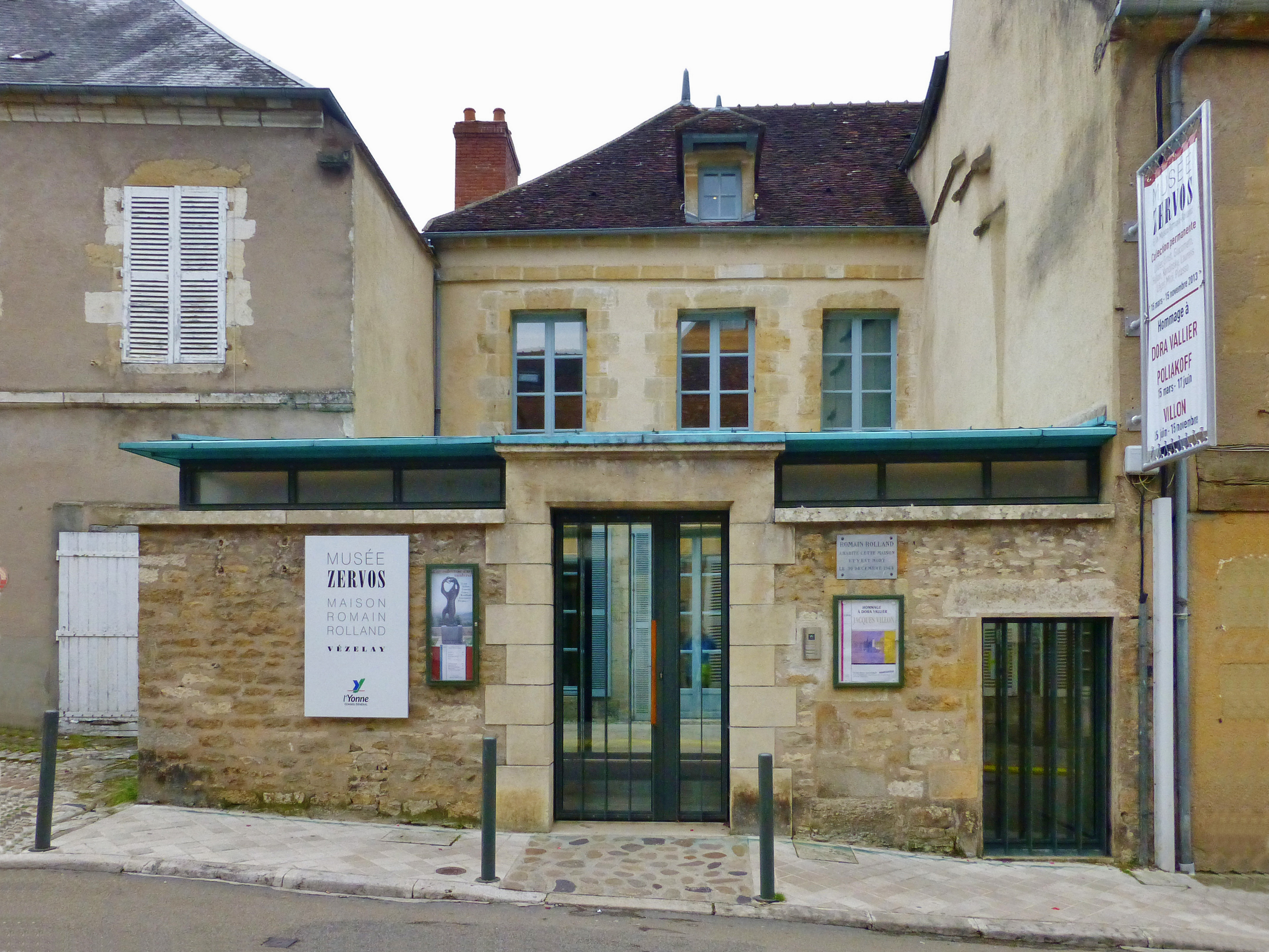
Im früheren Haus von Romain Rolland in Vézelay ist gegenwärtig das Musée Zervos angesiedelt.

1937 zog er sich in den burgundischen Wallfahrtsort Vézelay zurück, wo er seinen Lebensabend zu verbringen gedachte. Hier schrieb er an seinen Memoiren, vollendete unter anderen die 1924 begonnene Geschichte seiner Kindheit Voyage intérieur (gedruckt 1942) und ein schon lange in Arbeit befindliches Buch über den Autor Charles Péguy (1943). Anfang November 1944 reiste er trotz Krankheit ein letztes Mal nach Paris, das im August von der deutschen Armee aufgegeben worden war, um dort an einem Empfang in der sowjetischen Botschaft teilzunehmen. Zurück in Vézelay erlebte er noch die fast vollständige Befreiung Frankreichs zum Jahresende 1944.
Postum erschienen seine umfangreiche und vielfältige Korrespondenz sowie die Tagebücher. Zahlreiche Werke sind in den Jahrzehnten seither nachgedruckt worden, in Deutschland etwa 1977 der Johann Christof als dtv-Dünndruck-Ausgabe und 1994 die Tolstoi-Biographie bei Diogenes. Trotz seines Ruhms in der ersten Hälfte des 20. Jahrhunderts wird Rolland heute kaum noch gelesen.

## Der Tierschützer Rolland
Romain Rolland war auch ein bekennender Tierschützer. So nannte er Rohheit gegen Tiere und Ungerührtheit durch ihre Qualen „eine der schwersten Sünden des Menschengeschlechts“ und sah sie als „die Grundlage menschlicher Verderbtheit“ an. Andernorts soll er geschrieben haben: „Ich habe niemals an diese Millionen von still und geduldig ertragenen Leiden denken können, ohne von ihnen bedrückt zu werden. Wenn der Mensch so viel Leiden schafft, welches Recht hat er dann, sich zu beklagen, wenn er selbst leidet?“

## Werke

### Prosa

#### Erzählerische Werke
- Jean-Christophe (1904–1912); Johann Christof (Kinder- und Jugendjahre, In Paris, Am Ziel), dt. Otto und Erna Grautoff (1914–1920)
- Colas Breugnon (1919); Meister Breugnon, Ein fröhliches Buch, dt. Erna und Otto Grautoff, Rütten & Loening, Frankfurt 1922
- Clérambault (1920); Clérambault. Die Geschichte eines freien Gewissens im Kriege, dt. Stefan Zweig, Rütten & Loening, Frankfurt (1922)
- Pierre et Luce (1920); Peter und Lutz, dt. Paul Ammann (1921); Pierre und Luce, dt. Hans Balzer (Rütten & Loening 1960)
- L’âme enchantée[22] (1922–1933); Verzauberte Seele (Anette und Sylvie, Sommer), dt. Paul Ammann (1921–1924)

#### Kritische Schriften
- Vie de Beethoven (1903); Ludwig van Beethoven, dt. L. Langnese-Hug (1918)
- Vie de Michel-Ange (1907); Das Leben Michelangelos, dt. Werner Klette (1919)
- Musiciens d’aujourd'hui (1908)
- Musiciens d’autrefois (1908)
- Haendel (1910); Das Leben des G. F. Händel, dt. L. Langnese-Hug
- La vie de Tolstoï (1911); Das Leben Tolstois, dt. O. R. Sylvester (1922; Rütten & Loening, Berlin 1951)
- Au-dessus de la mêlée (1915); Über den Schlachten, dt. P. Ammann (1950)
- Les précurseurs (1919); Der Vortrupp, dt. P. Ammann (1950)
- Gandhi (1924); Mahatma Gandhi, dt. Emil Roniger (1924)

### Dramen
- Aërt (1897); Aert, dt. Erwin Rieger (1926)
- Les loups (1898); Die Wölfe, dt. Wilhelm Herzog (1914)
- Danton (1899); Danton, dt. Lucy v. Jacobi und Wilhelm Herzog (1919)
- Le triomphe de la raison (1899); Der Triumph der Vernunft, dt. S. D. Steinberg und Erwin Rieger (1925)
- Le quatorze juillet (1902); Der 14. Juli, dt. Wilhelm Herzog (1924)
- Le temps viendra (1903); Die Zeit wird kommen, dt. Stefan Zweig (1919)
- Liluli (1919); Liluli. Dramatische Dichtung, dt. Walter Schiff (1924)
- Le jeu de l’amour et de la mort (1924); Ein Spiel von Tod und Liebe, dt. Erwin Rieger
- Pâques fleuries (1926); Palmsonntag, dt. Erwin Rieger (1929)
- Léonides (1928); Die Leoniden, dt. Erwin Rieger (1929)
- Robespierre (1939); Robespierre, dt. Eva Schumann (1950)

### Tagebücher
- Über den Gräben. Aus den Tagebüchern 1914–1919. Mit einem Nachwort von Julia Encke hg. von Hans Peter Buohler. C. H. Beck, München 2015, ISBN 978-3-406-68347-3.[23]
- Tagebuch der Kriegsjahre 1914–1919. Mit einem Vorwort von Gerhard Schewe, aus dem Französischen übersetzt von Cornelia Lehmann. Tostari, Pulheim 2017, ISBN 978-3-945726-03-7.

### Briefwechsel
- Romain Rolland, Stefan Zweig: Von Welt zu Welt. Briefe einer Freundschaft. Mit einem Begleitwort von Peter Handke. Übersetzt aus dem Französischen von Eva und Gerhard Schewe, aus dem Deutschen von Christel Gersch. Aufbau Verlag, Berlin 2014, ISBN 978-3-351-03413-9.[24]
- Romain Rolland: Fräulein Elsa. Lettres de Romain Rolland à Elsa Wolff (= Cahiers Romain Rolland, Bd. 14). Hrsg. von René Cheval. Michel, Paris 1964.
- Romain Rolland, Malwida von Meysenbug: Ein Briefwechsel. Mit einer Einleitung von Romain Rolland: Dankgesang, Erinnerungen an Malwida. Engelhorn Verlag, Stuttgart 1946

## Ehrungen

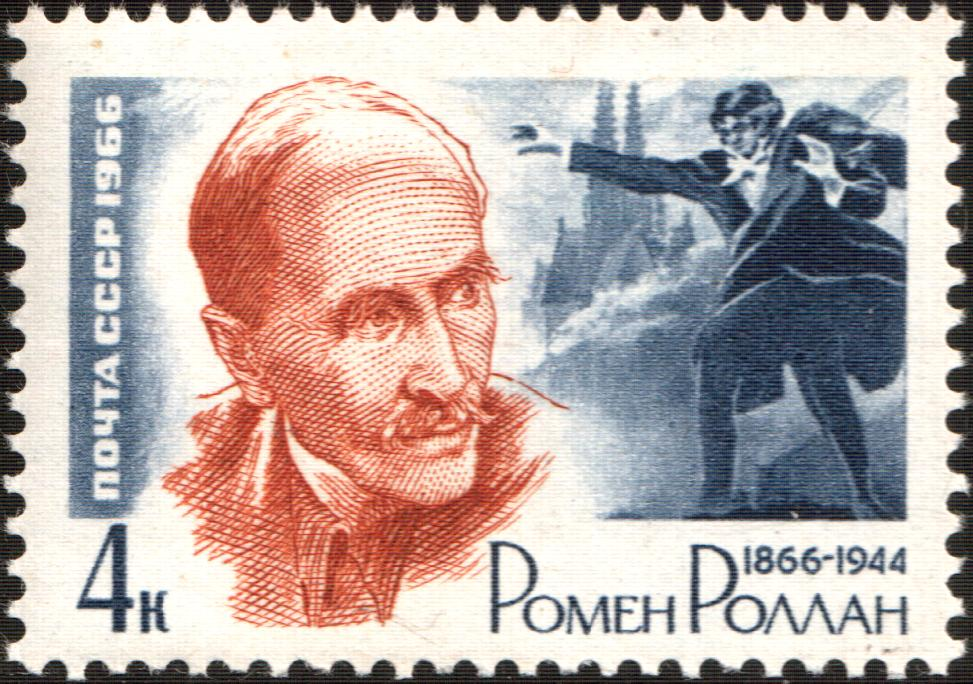
Sowjetische Briefmarke, herausgegeben anlässlich Romain Rollands 100. Geburtstag im Jahr 1966

Nach Rolland sind verschiedene Schulen benannt, so das Romain-Rolland-Gymnasium Dresden und das Romain-Rolland-Gymnasium Berlin, in Berlin-Heinersdorf ist es eine Straße. In Frankreich gibt es ebenfalls mehrere Schulen, die an ihn erinnern. In der Sowjetunion wurde 1966 anlässlich seines 100. Geburtstags eine Briefmarke herausgegeben.

### Monographien
- Angelika Gutsche (Hrsg.): Romain Rolland. Der Erste Weltkrieg aus Sicht eines Pazifisten. Aus den Tagebucheinträgen 1914 - 1919. Westarp, 2021. 298 S.,  ISBN 978-3-96004-104-7.
- Marina Ortrud M. Hertrampf (Hg.): Romain Rolland, der Erste Weltkrieg und die deutschsprachigen Länder: Verbindungen – Wahrnehmung – Rezeption. La Grande Guerre et les pays de langue allemande: Connexions – perception – réception. Frank & Timme, Berlin 2018.
- Hans-Jürgen Lüsebrink, Manfred Schmeling (Hrsg.): Romain Rolland. Ein transkultureller Denker. Franz Steiner, Stuttgart 2016 Informationen
- Michael Klepsch: Romain Rolland im Ersten Weltkrieg. Ein Intellektueller auf verlorenem Posten. Kohlhammer, Stuttgart 2000, ISBN 3-17-016587-9.
- René Cheval: Romain Rolland. L'Allemagne et la guerre. Presses Universitaires de France, Paris 1963.
- Werner Ilberg: Der schwere Weg. Leben und Werk Romain Rollands. Petermänken, Schwerin 1955.
- Werner Ilberg: Romain Rolland – Essay. Rütten & Loening, Berlin 1951.
- Werner Ilberg: Traum und Tat. Romain Rolland in seinem Verhältnis zu Deutschland und zur Sowjet-Union. Mitteldeutscher Verlag, 1950.
- Christian Sénéchal: Romain Rolland. Coll. Aujourd’hui. La Caravelle, Paris 1933.
- Stefan Zweig: Romain Rolland. Der Mann und das Werk. Rütten & Loening, Frankfurt 1921 (online).

### Artikel
- Marina Ortrud M. Hertrampf: Die Europa-Idee von Romain Rolland (1866–1944), in: Winfried Böttcher Hg., Klassiker des europäischen Denkens. Nomos, Baden-Baden 2014, S. 470–476.
- Wolfgang Schwarzer: Romain Rolland 1866–1944. In: Jan-Pieter Barbian (Red.): Vive la littérature! Französische Literatur in deutscher Übersetzung. Hg. & Verlag Stadtbibliothek Duisburg. 2009, ISBN 978-3-89279-656-5, S. 30f mit Abb.
- Klaus Thiele-Dohrmann: Romain Rolland: „Ich möchte tot sein“. Der verzweifelte Kampf des französischen Dichters, Europa vor der Selbstzerstörung zu bewahren. Die Zeit, 36, 30. August 2001 (online)
  - wieder in: Die Zeit. Welt- und Kulturgeschichte, 13. ISBN 3-411-17603-2, S. 526–534, mit 1 Abb.: „Rolland und Maxim Gorki 1935“.
- René Cheval: Romain Rollands Begegnungen mit Österreich (= Innsbrucker Beiträge zur Kulturwissenschaft, Sonderheft 26). Sprachwissenschaftliches Institut, Innsbruck 1968.
- Ernst Robert Curtius: Französischer Geist im 20. Jahrhundert. Essays zur französischen Literatur. Francke Verlag, Bern 1952 (häufige Neuaufl., zuletzt 1994, S. 73–115).
- Christian Sénéchal: Romain Rolland, « l'artiste en humanité ». In: Charles Baudouin u. a.: Hommage à Romain Rolland. Verlag Mont Blanc, Annemasse 1945 OCLC 984807148 S. 75ff.[26]
- Les analyses d’œuvres de Beethoven par Romain Rolland, in: Romain Rolland musicologue, sous la direction de Hervé Audéon, Dijon Éditions Universitaires de Dijon 2017, S. 79–103

### Lexikon
- Winfried Engler: Lexikon der französischen Literatur. Alfred Kröner, Stuttgart 1974, Lemma Rolland, Romain, S. 801–803.